# Guilhotina

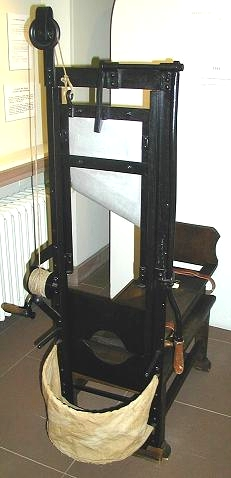
Guilhotina de Baden, Alemanha (réplica).

A guilhotina foi um instrumento utilizado durante a Revolução Francesa para aplicar a pena de morte por decapitação. O aparelho é constituído de uma grande armação reta (aproximadamente 4 m de altura) na qual é suspensa uma lâmina losangular pesada (de cerca de 40 kg). As medidas e peso indicados são os das normas francesas. A lâmina é guiada à parte superior da armação por uma corda, e fica mantida no alto até que a cabeça do condenado seja colocada sobre uma barra que a impede de se mover. Em seguida, a corda é liberada e a lâmina cai de uma distância de 2,3 metros, seccionando o pescoço da vítima.
Foi o médico francês Joseph-Ignace Guillotin (1738-1814) que sugeriu o uso deste aparelho na aplicação da pena de morte. Guillotin considerava este método de execução mais humano do que o enforcamento ou a decapitação com um machado. Na realidade, a agonia do enforcado podia ser longa, caso o dano aos ossos do pescoço não causasse a morte imediata; já em certas decapitações, o machado não cumpria seu papel ao primeiro golpe, o que aumentava consideravelmente o sofrimento da vítima. Guillotin estimava que a instantaneidade da punição era a condição necessária e absoluta de uma morte decente.
Mas não foi ele o inventor desse aparelho de cortar cabeças, usado muitos séculos antes. Guillotin, na verdade, apenas sugeriu sua volta na Revolução Francesa como eficiente método de execução humana. O aparelho serviu para decapitar 2794 "inimigos da Revolução" em Paris. Sua primeira inspiração teria surgido diante de uma gravura do alemão Albrecht Dürer, feita no século XVI, na qual o ditador romano Tito Mânlio decapita seu próprio filho com um aparelho semelhante a uma guilhotina. Há registros de que, durante a Idade Média, equipamentos de cortar cabeças já funcionavam na Alemanha. A partir do século XVI, na Inglaterra e na Escócia, surgiram versões mais aperfeiçoadas. Elas dariam origem à guilhotina francesa.
No primeiro projeto de guilhotina, havia uma lâmina horizontal. Foi o doutor Louis, célebre cirurgião da época, que recomendou, em um relatório entregue em 7 de março de 1792, a construção de um aparelho a lâmina oblíqua, única maneira de matar todos os condenados com certeza e rapidez, o que era impossível com uma lâmina horizontal.
Calculam-se 40 mil vítimas da guilhotina entre 1792 e 1799.
No período do Terror, entre 1793 e 1795, constataram-se 15 mil mortes na guilhotina. 

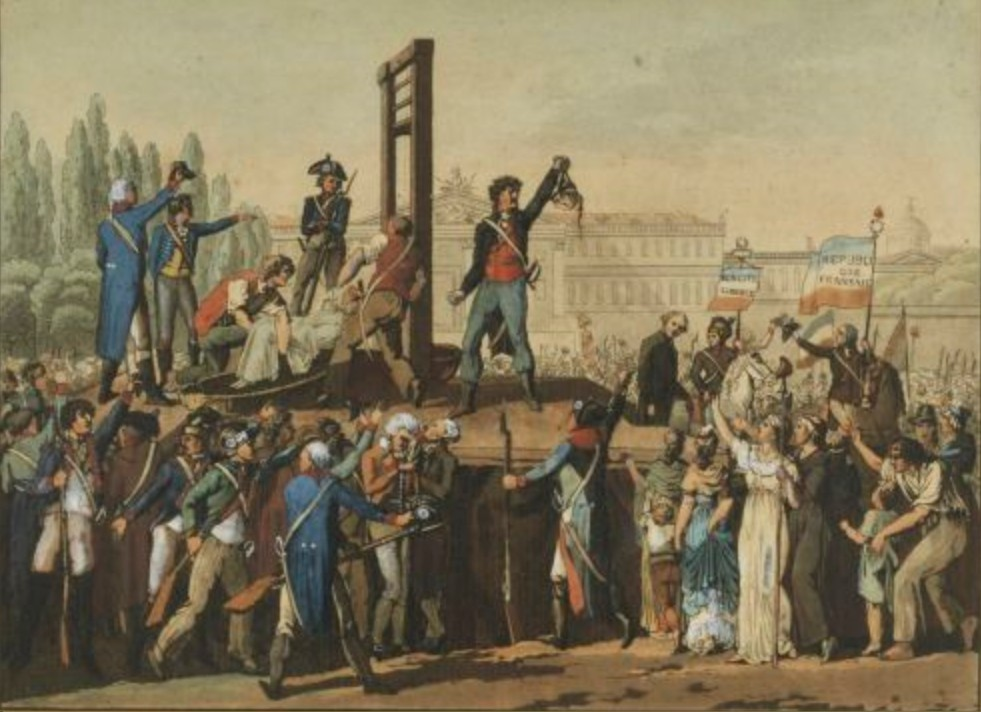
Sanson brandiu a cabeça de Maria Antonieta para a multidão em 1793. (Museu da Revolução Francesa).

## Guilhotinados notáveis (França)
- 25 de abril de 1792: o operário Nicolas Jacques Pelletier foi o primeiro condenado à guilhotina.
- 21 de janeiro de 1793: Luís XVI ex-rei da França
- 16 de outubro de 1793: Maria Antonieta, rainha da França
- 5 de abril de 1794: Georges Jacques Danton
- 8 de maio de 1794: Antoine Lavoisier, químico francês, considerado o criador da Química moderna.
- 17 de julho de 1794: As Carmelitas de Compiègne
- 28 de julho de 1794 (10 termidor do ano II): Maximilien de Robespierre.
- 25 de fevereiro de 1922: Henri Désiré Landru mois, assassino de dez mulheres e de um menino.
- 17 de junho de 1939: Eugen Weidmann, assassino de seis pessoas (última execução pública na França)
- 25 de maio de 1946: Marcel Petiot, assassino de pelo menos 27 pessoas.
- Novembro de 1972: execução de Claude Buffet e Roger Bontemps (por sequestro seguido do assassinato dos sequestrados)
- 28 de julho de 1976: execução de Christian Ranucci, acusado de matar uma criança.
- 10 de setembro de 1977, em Marselha: última execução, a de Hamida Djandoubi pela tortura seguida do assassinato de uma mulher de 21 anos.[2]

Estas três últimas execuções contribuíram a pôr um fim à pena de morte na França, que foi abolida em 1981 pela Assembleia Nacional sob proposta de François Mitterrand e Robert Badinter. Em particular a de Christian Ranucci, pois certos elementos sugeriam que ele fosse talvez inocente do crime pelo qual fora acusado e condenado.

## Polêmica
Desde o primeiro uso da guilhotina, há um debate sobre se a guilhotina proporcionou ou não uma morte tão rápida e indolor quanto Guillotin esperava. Com métodos anteriores de execução que pretendiam ser dolorosos, poucos expressaram preocupação com o nível de sofrimento que infligiam. No entanto, como a guilhotina foi inventada especificamente para ser mais humana, a questão de saber se o condenado experimenta ou não dor foi minuciosamente examinada e permanece um tópico controverso. Certos relatos de testemunhas oculares de execuções com guilhotina sugerem anedoticamente que a consciência pode persistir momentaneamente após a decapitação, embora não haja consenso científico sobre o assunto.

### Cabeças vivas
A questão da consciência após a decapitação permaneceu um tópico de discussão durante o uso da guilhotina.

O seguinte relatório foi escrito pelo Dr. Beaurieux, que observou a cabeça do prisioneiro executado Henri Languille, em 28 de junho de 1905:
Eis, então, o que pude notar imediatamente após a decapitação: as pálpebras e os lábios do homem guilhotinado trabalharam em contrações irregularmente rítmicas por cerca de cinco ou seis segundos. Este fenômeno tem sido observado por todos aqueles que se encontram nas mesmas condições que eu para observar o que acontece após o corte do pescoço ...
Esperei por vários segundos. Os movimentos espasmódicos cessaram. [...] Foi então que chamei com uma voz forte e aguda: "Languille!" Vi as pálpebras se levantarem lentamente, sem contrações espasmódicas – insisto nisso – mas com um movimento uniforme, bastante distinto e normal, como acontece no dia a dia, com as pessoas despertas ou arrancadas de seus pensamentos.
Em seguida, os olhos de Languille fixaram-se definitivamente nos meus e as pupilas focaram-se. Não estava, então, lidando com o tipo de olhar vago e sem expressão, que pode ser observado qualquer dia em pessoas moribundas com quem se fala: eu estava lidando com olhos inegavelmente vivos que estavam olhando para mim. Depois de alguns segundos, as pálpebras voltaram a fechar [...].

Foi nesse momento que chamei novamente e, mais uma vez, sem nenhum espasmo, lentamente, as pálpebras se levantaram e inegavelmente os olhos vivos fixaram-se nos meus com talvez até mais penetração do que da primeira vez. Em seguida, houve um novo fechamento das pálpebras, mas agora menos completo. Tentei o efeito de uma terceira chamada; não houve mais movimento – e os olhos assumiram o olhar vidrado que têm nos mortos. 